# Проваљо д'Изео
Проваљо д'Изео (итал. Provaglio d'Iseo) је насеље у Италији у округу Бреша, региону Ломбардија.
Према процени из 2011. у насељу је живело 5885 становника. Насеље се налази на надморској висини од 216 м.

## Становништво
Према резултатима пописа становништва 2011. у општини је живело 7.136 становника.
| 1951. | 1961. | 1971. | 1981. | 1991. | 2001. | 2011. |
| ----- | ----- | ----- | ----- | ----- | ----- | ----- |
| 4.012 | 4.157 | 4.439 | 4.790 | 5.128 | 5.885 | 7.136 |